# Епібласт
Епібласт (від дав.-гр. ерí — «на, над» і blastós — «зародок, паросток») — зовнішній шар клітинної стінки дискобластули у деяких безхребетних (скорпіони, молюски,) та вищих хребетних (акули, кісткові риби, велика частина плазунів, птахів і нижчих ссавців).
Епібласт не гомологічний ектодермі, бо містить в собі матеріал всіх трьох зародкових листків. Клітини презумптивних ентодерми і мезодерми в процесі гаструляції мігрують з епібласта всередину зародка.
У деяких тварин епібласт відділений від внутрішнього шару (гіпобласта) спеціальної порожниною — бластоцелем.